# Karl Stadel
Karl Stadel (* 12. März 1916 in Konstanz; † 31. August 1943) war ein deutscher Turner, der für den TV Konstanz antrat.
1937 wurde Stadel badischer Meister bei den Badischen Turnmeisterschaften. 1938 in Düsseldorf wurde er Deutscher Zwölfkampfmeister.
1941 gewann der Konstanzer den Deutschen Meistertitel im Sprung und erreichte hinter seinem Bruder Willi (1912–1999) den zweiten Platz im Mehrkampf. Stadel gehörte mehrfach der Deutschlandriege an und nahm an mindestens zwei Länderkämpfen gegen Ungarn und die Slowakei teil. Er fiel 1943 als Oberfeldwebel der Wehrmacht.
Stadels Bruder Willi konnte sich 1936 für die Olympischen Sommerspiele in Berlin qualifizieren, wo er eine Goldmedaille im Mannschaftsmehrkampf gewann.